# 구리중학교
구리중학교(九里中學校)는 대한민국 경기도 구리시 수택동에 있는 공립 중학교이다.

## 학교 연혁
- 1984년 1월 16일 : 남일중학교 설립 인가
- 1984년 3월 1일 : 초대 김홍원 교장 취임
- 1984년 7월 16일 : 신축교사로 이전
- 1984년 11월 9일 : 개교식 거행
- 1987년 1월 1일 : 구리중학교로 교명 변경
- 2009년 3월 2일 : 경기도교육청 지정 교원능력개발평가 선도학교 운영
- 2011년 3월 2일 : 교육과학기술부 요청 경기도교육청 지정 생활지도 연구학교 운영
- 2011년 3월 2일 : 교육복지투자사업우선지역학교 운영
- 2022년 1월 6일 : 제36회 졸업식 103명(총 13,581명)
- 2022년 3월 1일 : 제14대 백종실 교장 취임
- 2023년 12월 22일 : 2023학년도 졸업식(85명)
- 2024년 3월 4일 : 2024학년도 입학식(58명)

## 참고 자료
- 구리중학교 - 한국교육학술정보원 학교알리미